# Bankstown
Bankstown é uma cidade e uma Zona de Administração Local a sudoeste de Sydney, Nova Gales do Sul, Austrália. Compõe-se de um grupo de subúrbios como Bass Hill, Greenacre e Milperra, entre outros.

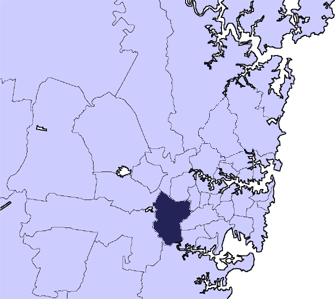
Bankstown, a sudoeste de Sydney.